# Altwarp
Altwarp település Németországban, Mecklenburg-Elő-Pomeránia tartományban. Lakosainak száma 433 fő (2023. december 31.).

## Népesség
A település népességének változása:
| Lakosok száma | 469  | 458  | 450  | 440  | 433  |
|               | 2017 | 2019 | 2021 | 2022 | 2023 |